# Julio Monterde
Julio Manzanilla Gómez, más conocido como Julio Monterde (1 de diciembre de 1928 - 15 de diciembre de 2006), fue un actor mexicano de cine, teatro y televisión.

## Carrera
Comenzó su carrera como actor en el teatro, con la obra Sinfonía inconclusa al lado de otros grandes histriones como Julio Alemán y Miguel Córcega. Respecto a su trabajo en la obra lo calificó como "una experiencia increíble". Su primera actuación en el cine fue con un papel sin acreditar en la cinta El conquistador de los mares. Su primer papel estelar le llegó con la película Caras nuevas en 1956. Continuó participando en diversas cintas como Canasta de cuentos mexicanos, Nacida para amar, Rancho del miedo, Gavilán o paloma y Cita con la muerte entre otras. Tuvo una prolífica carrera como actor de televisión, debutando en la telenovela Un rostro en el pasado en 1960. Actuó en más 30 telenovelas, entre muchas otras: Historia de un cobarde, El amor tiene cara de mujer, Pobre Clara, Barata de primavera, Senda de gloria, Al filo de la muerte, Corazón salvaje, Bendita mentira, El privilegio de amar, El manantial, Amarte es mi pecado y Barrera de amor. También participó en serie como Hora marcada y Mujer, casos de la vida real.
Su último trabajo como actor fue en la telenovela La fea más bella, interpretando al esposo de Luz María Aguilar, actriz con quien había trabajado en muchos proyectos en años anteriores.
A fines de noviembre de 2006 su salud se mermó gravemente e ingresó al hospital Santaelena de la Ciudad de México donde estuvo hospitalizado 17 días en estado de gravedad, hasta que falleció, el viernes 15 de diciembre del mismo año, según el comunicado que entregó la oficina de prensa de la ANDA, organismo del cual el actor era miembro honorario. Su trayectoria en total constituyó 60 años dedicado a la actuación, 50 de los cuales los dedicó a la televisión.
Entre otros reconocimientos, fue premiado con la medalla Eduardo Arozamena por 50 años de trayectoria artística.

## Filmografía

### Telenovelas
- La fea más bella (2006-2007) .... Rafael
- Barrera de amor (2005-2006) .... Padre Anselmo
- Alborada (2005-2006) .... Arzobispo
- Contra viento y marea (2005) .... Padre Dimas
- Amarte es mi pecado (2004) .... Padre Lucio
- ¡Vivan los niños! (2002-2003) .... Padre Domingo
- Las vías del amor (2002-2003) .... Javier Loyola
- Navidad sin fin (2001-2002) .... Agustín
- El manantial (2001-2002) .... Padre Juan Rosario
- La intrusa (2001) .... Dr. José "Pepe" Cartaya
- Por un beso (2000-2001)
- ¡Amigos x siempre! (2000) .... Maestro Félix
- Rosalinda (1999) .... Advocate
- El privilegio de amar (1998-1999) .... Padre Celorio
- La usurpadora (1998) .... Dr. Pedraza
- María Isabel (1997-1998) .... Dr. Carmona
- El secreto de Alejandra (1997-1998)
- Bendita mentira (1996) .... Benjamín
- Canción de amor (1996) .... José Antonio
- Bajo un mismo rostro (1995)
- Retrato de familia (1995-1996)
- Alondra (1995)
- El vuelo del águila (1994-1995) .... Enrique Creel
- Imperio de cristal (1994-1995) .... Zacarías Terán
- Corazón salvaje (1993-1994) .... Fray Domingo
- Al filo de la muerte (1991-1992) .... Marcelino
- Rosa salvaje (1987-1988) .... Dr. Rodrigo Álvarez
- Senda de gloria (1987) .... Abelardo L. Rodríguez
- Cautiva (1986) .... Andrés
- Abandonada (1985) .... Alberto
- Te amo (1984-1985) .... Humberto
- El maleficio (1983-1984) .... Padre Romero
- Bianca Vidal (1982-1983) .... Doctor
- Leona Vicario (1982)
- El derecho de nacer (1981-1982) .... Nicolás
- No temas al amor (1980) .... Francisco Millán
- Barata de primavera (1975-1976) .... Gonzalo Alcocer
- Pobre Clara (1975) .... Óscar
- El amor tiene cara de mujer (1971-1973) .... Othón
- De la tierra a la luna (1969)
- Fallaste corazón (1968)
- Historia de un cobarde (1964) .... Javier
- La sombra del otro (1963)
- Marcela (1962)
- Dos caras tiene el destino (1960)
- Un rostro en el pasado (1960)

### Series de TV
- Mujer, casos de la vida real (1994-2005) (11 episodios)
- Tu historia de amor (2003) .... Manuel
- ¿Qué nos pasa? (1998)
- Papá Soltero (1990)
- Hora marcada (1986)

### Películas
- Noche de paz (1998)
- Cita con la muerte (1989) .... Notario
- Deathstalkers and the Warriors of Hell (1988) .... Granjero
- Mariana, Mariana (1987) .... Director de la escuela
- Matanza de judiciales (1987) .... Tendero
- Murder in Three Acts (1986) .... Mánager
- El rey de la vecindad (1985) .... Licenciado
- Gavilán o paloma (1985)
- Todo un hombre (1983) .... Doctor
- El barrendero (1982) .... Invitado en la fiesta
- La combi asesina (1982)
- Rastro de muerte (1981)
- El héroe desconocido (1981)
- La casta divina (1977) .... Don Gabriel
- Mina, viento de libertad (1977)
- San Simón de los Magüeyes (1973)
- Tampico (1972)
- Rancho del miedo (1971)
- Cuernavaca en primavera (1966)
- Dios sabrá juzgarnos (1961)
- Isla para dos (1959)
- Nacida para amar (1959)
- Escuela para suegras (1958)
- Canasta de cuentos mexicanos (1956)
- Caras nuevas (1956)
- Una movida chueca (1956)
- La mujer X (1955)
- Angélica (1952)
- El conquistador de los mares (1951)